# Bahna Arin
Bahna Arin – wieś w Rumunii, w okręgu Suczawa, w gminie Preutești. W 2011 roku liczyła 270 mieszkańców. 